# 鎌田将司
鎌田 将司（かまた しょうじ、1984年4月22日 - ）は日本の俳優。神奈川県出身。身長175cm。YOUGO-TRUST所属。

## 人物
趣味は、音楽編集/脚本制作/映画鑑賞/ゲーム
特技は、日本舞踊（咲貴流）/英語/サッカー /空手
幕末の尊皇攘夷運動家、美馬君田（みまくんでん）の子孫。

## 出演
テレビドラマ
- 「償い」第2話(2012.11) NHK BSプレミアム
- 「TOKYOエアポート」第5話(2012.11) CX
- 「35歳の高校生」第2話(2013.4)NTV
- 「天誅　闇の仕置人」第4話（2014.2）CX
- 「ひとつ星の恋～天才漫才師 横山やすしと妻～」[1]【後編】（2014.11）NHK BSプレミアムドラマ
- 「デート ～恋とはどんなものかしら～」第5話（2015.2）CX
- 「容疑者は8人の人気芸人」（2015.4）CX土曜プレミアム
- 「ショカツの女10 新宿西署 刑事課強行犯係」（2015.5）EX 土曜ワイド劇場
- 「探偵の探偵」第1話（2015.7）CX
- 「ビューティフル・スロー・ライフ」[2]（2015.12）NHK
- 「傘をもたない蟻たちは」第1話（2016.1) CX
- 「99.9-刑事専門弁護士-」第6話（2016.5) TBS
- 「ノンママ白書」レギュラー出演（2016.8〜9）フジテレビ
- 「就活家族〜きっと、うまくいく〜」第8話（2017.3) テレビ朝日
- 「櫻子さんの足下には死体が埋まっている」第4話（2017.5) フジテレビ
- 「社長室の冬-巨大新聞社を獲る男-」第4話 （2017.5) WOWOW連続ドラマW
- 「新宿セブン」第3話・第7話（2017.10〜11) テレビ東京
- 「あなたには帰る家がある」レギュラー出演（2018.4〜6）TBS
- 「よつば銀行 原島浩美がモノ申す〜この女に賭けろ〜」レギュラー出演（2019.1〜3）テレビ東京
- 「捜査会議はリビングで〜おかわり！」第2話（2020.2）NHKBSプレミアム
- 「テセウスの船」第9話（2020.3）TBS
- 「24JAPAN」第24話（2021.3）テレビ朝日
- 「青天を衝け」第8話（2021.4）NHK
- 「しずかちゃんとパパ」（2022.3）NHK - 圭一の同僚 役
- 「この素晴らしき世界」第4話（2023.8）[3]フジテレビ
- 「VIVANT」最終話（2023.9）TBS - ジャン 役
- 「厨房のありす」第4話 (2024.2)　日本テレビ
- 「イップス」第6話（2024年5月17日）フジテレビ - 刑事 役
- 「若草物語~恋する姉妹と恋せぬ私~」第2話（2024.10）日本テレビ
- 「ゴールデンカムイ -北海道刺青囚人争奪編-」第9話 (2024.12) WOWOW連続ドラマW
- 「世にも奇妙な物語’24 冬の特別編」~ああ祖国よ~（2024.12 ）フジテレビ
- 「法廷のドラゴン」第７話（2025.1）テレビ東京

C M
- 「EURO2008サッカー」（2008）WOWOW
- 「パブロンエース AX 」（ 2015 ）大正製薬株式会社
- 「Huluの楽しみ方」（2017.5〜2019.5）Hulu加入ガイド
- 「BIG佐藤せまる顔編」（2017〜2018）ビッグモーター
- 「第一三共胃腸薬プラス」宴会編（2019.11〜）